# 東田端
東田端（日语：／ Higashi-tabata */?）是東京都北區的町名。現行行政地名為東田端一丁目與東田端二丁目。

## 地理
位於東京都北區、瀧野川地區東南部。北鄰荒川區西尾久，東接田端新町，南連荒川區西日暮里，西通田端，西北臨中里。
本地是JR東日本山手線、京濱東北線（東北本線）及東北本線尾久支線之間的市街地。東田端位居荒川沿岸的下町低地（東京低地），與位於武藏野台地東部山手台地東端的田端不同。町內多鐵路用地，如田端站、田端信號場站、JR東日本田端運轉所等。

## 歷史
本地屬田端村小名下田端一部分。當時的田端村，台地上稱上田端，低地地區稱下田端。
1889年（明治22年）町村制施行，本地為北豐島郡瀧野川村大字田端字峽附及峽下。1913年（大正3年）10月1日，瀧野川村町制施行，為瀧野川町。 
1930年（昭和5年）5月，字峽附及字峽下成為瀧野川町大字田端町一部分，東北本線尾久支線土堤以東為田端新町一～三丁目，土堤以西的本地是田端町區域最東部。
1932年（昭和7年）10月1日，此地為瀧野川區田端町一部分。
關東大地震後，相對於多軍用地的田端町台地地區，本地與田端新町的低地地區形成以民間工業為中心的工業地帶。1942年（昭和17年）後第二次世界大戰激化，一般工廠陸續轉型成軍需工場，軍需產業流入，與昭和町、堀船等地形成密集的工廠地帶。
戰後，1947年（昭和22年）3月15日成立北區，此地為北區田端町一部分。1969年5月15日，位於京濱東北線線路東側的本地脫離田端町，實施住居表示，為東田端一丁目、二丁目。

### 地名由來
此地位於田端町東部而得名。

### 沿革
- 1889年（明治22年）－町村制施行，為北豐島郡瀧野川村大字田端字峽附、字峽下。
- 1913年（大正3年）10月1日－瀧野川村施行町制施，為北豐島郡瀧野川町大字田端各小字。
- 1930年（昭和5年）5月－為瀧野川町大字田端町。
- 1932年（昭和7年）10月1日－瀧野川町編入東京市，屬東京市瀧野川區田端町。
- 1943年（昭和18年）7月1日－東京都制（日语：東京都制）施行，屬東京都瀧野川區田端町。
- 1947年（昭和22年）3月15日－北區成立，屬東京都北區田端町。
- 1969年（昭和44年）5月15日－東田端一丁目及東田端二丁目成立，實施住居表示（日语：住居表示）。

## 交通

### 鐵道
- JR田端站（■京濱東北線，■山手線）
- JR貨物田端信號場站（日语：田端信号場駅） - 日本貨物鐵道的貨物車站。現在僅剩調度機能。

### 道路
- 東京都道458號白山小台線（日语：東京都道458号白山小台線）
  - 新田端大橋 - 1987年（昭和62年）竣工。
  - 田端接觸橋（田端ふれあい橋）（舊田端大橋） - 1935年（昭和10年）竣工。1992年（平成4年）改建成步行者專用的田端接觸橋。

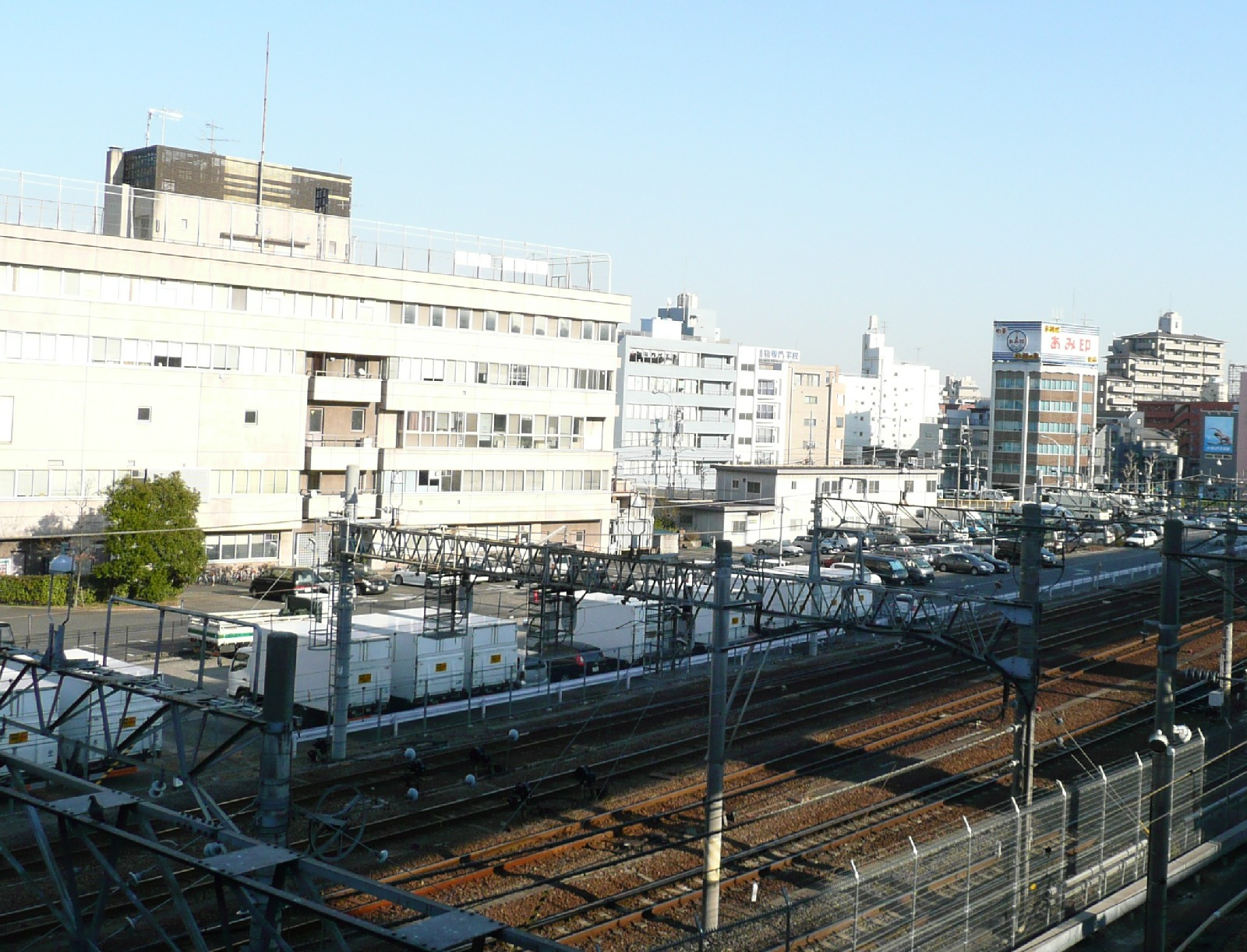
田端信號場站
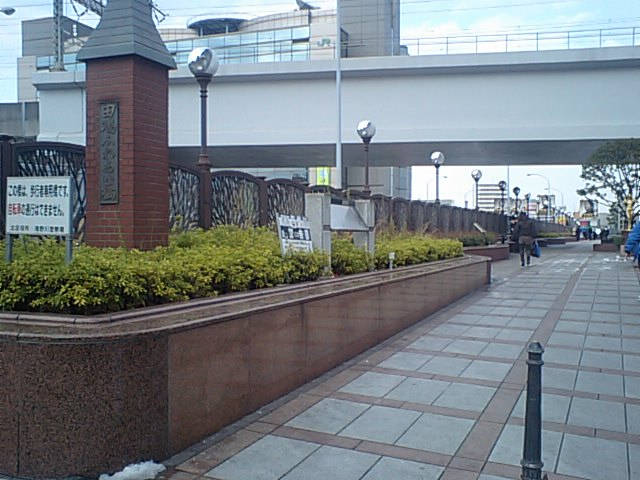
田端接觸橋

## 設施
- 北區瀧野川區民事務所東田端分室
- 東田端接觸（ふれあい）館
- 北區立瀧野川第四小學校（日语：北区立滝野川第四小学校）
- 中央工學校（日语：中央工学校）（部分校舍）
- 中央動物專門學校
- 東田端公園
- 東田端郵便局
- 東日本旅客鐵道東京支社（日语：東日本旅客鉄道東京支社）
- あみ印食品工業本社（日语：あみ印食品工業）
- 田端METS飯店（日语：ホテルメッツチェーン）
- JR東日本田端運轉所
- 東京省力化軌道工事區
- 東灌森稻荷神社 - 江戶城築城時建立的方除之一。

## 備註
1. ↑  世帯と人口｜東京都北区 的存檔，存档日期2014-09-13.
2. 1 2 3 4 5 6  『角川日本地名大辞典 13 東京都』，角川書店，1978年
3. ↑  日本地質学会『日本地質誌3 関東地方』2008年10月，朝倉書店，pp331-342
4. ↑  『東京郵便局明治40年・東京逓信管理局明治44年東京市15区近傍34町村番地界入（29）北豊島郡瀧野川村全図』（復刻）人文社
5. 1 2  『新修北区史』東京都北区役所，1971年3月，pp448-451。
6. ↑  『地形社編　昭和十六年東京三十五区内（29）滝野川區詳細図』（復刻）昭和礼文社，人文社
7. ↑  『コンサイス東京都35区区分地圖帳』日本地圖，1946年9月。
8. 1 2  川崎房五郎監修，北区教育会教育研究所，同小・中学校社会科研究部『教師のための郷土資料集（昭和33年度）』東京都北區，1958年，pp223-231